# Peralta de Calasanz
Peralta de Calasanz är en kommun i Spanien.   Den ligger i provinsen Provincia de Huesca och regionen Aragonien, i den nordöstra delen av landet, 400 km nordost om huvudstaden Madrid. Antalet invånare är 242. Arean är 115 kvadratkilometer. Peralta de Calasanz gränsar till Baélls, El Campell / Alcampell, Graus, Benavarri / Benabarre, San Esteban de Litera och Azanuy-Alins. 
Terrängen i Peralta de Calasanz är kuperad åt nordost, men åt sydväst är den platt.